# Skum
 For alternative betydninger, se Skum (flertydig). (Se også artikler, som begynder med Skum)
Skum er en substans, som består af gas-/luftbobler i væske eller fast stof. Det er en udmærket varmeisolator og anvendes bl.a. til indpakning, da det virker stødabsorberende.
Materialet kan være flygtigt eller fast, alt afhængigt af hvilket materiale boblerne er blæst i. Visse skumtyper anvendes til brandslukning – f.eks. i en håndslukker

### Fast skum
- Skumgummi
- PU-skum
- Gasbeton
- Aerogel
- Aerografit

### Flygtigt skum
- Flødeskum
- Skumbad
- Sæbebobler